# Веников, Валентин Андреевич
Валенти́н Андре́евич Ве́ников (1912, Нижний Новгород — 1988, Москва) — советский учёный, инженер-электротехник. Доктор технических наук (1952). Лауреат Ленинской премии и Государственной премии СССР. Заслуженный деятель науки и техники РСФСР. Почётный доктор Дрезденского университета.

## Биография
Родился 6 апреля 1912 года в Нижнем Новгороде в семье инженера.
Окончил Московский энергетический институт (1936). С 1937 года работал инженером в Энергетическом институте АН СССР им. Г. М. Кржижановского под руководством профессора П. С. Жданова. В 1941 году защитил кандидатскую диссертацию на основе исследований в области физического моделирования электроэнергетических систем.
С 1941 года на научно-преподавательской работе в МЭИ: ассистент, доцент, профессор, декан электроэнергетического факультета, заместитель директора по научной работе. С 1955 по 1988гг В. А. Веников возглавлял кафедру электрических систем. В годы Великой Отечественной войны В. А. Веников, военный инженер 2-го ранга, занимался усовершенствованием бортовых электрических систем боевых самолётов.
В 1952 году защитил докторскую диссертацию. С 1955 года заведовал кафедрой электрических систем.
Автор научных работ по моделированию мощных энергетических систем, линий сверхдальних электропередач, устойчивости электроэнергетических систем, методам их автоматического регулирования и управления. Под руководством В. А. Веникова подготовили и защитили докторские и кандидатские диссертации около 150 специалистов СССР и 19 других стран.
Валентин Андреевич Веников имел около 40 авторских свидетельств на изобретения, является автором около 400 научных трудов,
включая 50 книг и брошюр. В разное время работал в редколлегиях журналов «Известия вузов. Энергетика», «Электричество», в редакционных советах издательств «Мир» и «Высшая школа».
Умер 17 мая 1988 года в Москве.

## Награды и звания
- Ленинская премия (1958) — за комплекс проведенных теоретических и экспериментальных работ, связанных с созданием в СССР дальней линии передачи напряжением 400 кВ Куйбышев — Москва и других уникальных линий, за изучение работы электроэнергетических систем при переходных процессах, их управлением и регулированием.
- Государственная премия СССР (1981) — за учебник «Переходные электромеханические процессы в электрических системах».
- Премия имени П. Н. Яблочкова АН СССР (1950) — за книгу «Применение теории подобия и моделирования в электротехнике» (1949).
- Награждён орденом Ленина, орденом Дружбы народов, тремя орденами «Знак Почёта», шестью медалями.
- Заслуженный деятель науки и техники РСФСР.
- Почётный доктор Дрезденского университета.